# 姜泽栋
姜澤棟（1962年—），出生於吉林省。現任北方设计研究院有限公司董事長、黨書記。

## 生平
畢業於北京理工大学液压传动及控制专业。他在畢業後，第一份是軍事工業部工作，直至在1990年，由於當時吉林江北机械制造有限责任公司前身的，國營江北機械廠出現嚴重虧損，於是被政府派委任進行重組工作，包括室內主任、研究所所长、发展规划部部长、副厂长。直至改組成股份公司的吉林江北机械制造有限责任公司總經理，但到了2011年，已成為北方设计研究院有限公司董事長、黨書記管理層至今。

## 相關連結
- 具有“节能癖”的企业当家人 止戈
- 使企业更有尊严地走向未来 记带领“江机”由脱困走向发展的带头人姜泽栋 兵工刊物